# Комена-де-Сус
Комена-де-Сус (рум. Comăna de Sus) — село у повіті Брашов в Румунії. Входить до складу комуни Комена.
Село розташоване на відстані 174 км на північ від Бухареста, 37 км на північний захід від Брашова.

## Населення
За даними перепису населення 2002 року у селі проживали 373 особи. Рідною мовою 370 осіб (99,2%) назвали румунську.
Національний склад населення села:
| Національність | Кількість осіб | Відсоток |
| -------------- | -------------- | -------- |
| румуни         | 326            | 87,4%    |
| цигани         | 45             | 12,1%    |